# Atletica leggera al XV Festival olimpico estivo della gioventù europea
Le competizioni di atletica leggera al XV Festival olimpico estivo della gioventù europea si sono svolte dal 22 al 27 luglio 2019 presso lo Stadio Tofiq Bahramov di Baku, in Azerbaigian.

## Calendario
|  | Competizioni |  | Finali |

| Luglio           | Luglio           | Dom | Lun | Mar | Mer | Gio | Ven | Sab | Totale |
| Luglio           | Luglio           | 21  | 22  | 23  | 24  | 25  | 26  | 27  | Totale |
| ---------------- | ---------------- | --- | --- | --- | --- | --- | --- | --- | ------ |
| Atletica leggera | Atletica leggera |     |     | 1   | 1   | 2   | 5   | 5   | 14     |

## Risultati

### Ragazzi
| Specialità             | Oro                                                                                            | Prestazione | Argento                                                                     | Prestazione | Bronzo                                                                                 | Prestazione |
| Corse piane            |                                                                                                |             |                                                                             |             |                                                                                        |             |
| 100 m                  | Umut Uysal                                                                                     | 10.47       | Matteo Melluzzo                                                             | 10.48       | Felix Kunstein                                                                         | 10.53       |
| 200 m                  | Federico Guglielmi                                                                             | 21.11       | Tazana Kamanga-Dyrbak                                                       | 21.15       | Oliwer Wdowik                                                                          | 21.26       |
| 400 m                  | Emil Johansson                                                                                 | 47.69       | Patryk Grzegorzewicz                                                        | 47.91       | Attila Molnár                                                                          | 48.09       |
| 800 m                  | Jakub Davidík                                                                                  | 1:51.02     | Krzysztof Różnicki                                                          | 1:53.01     | David Carranza                                                                         | 1:53.38     |
| 1500 m                 | Jędrzej Poczwardowski                                                                          | 3:54.64     | Adil Espasa                                                                 | 3:55.19     | Fikadu González                                                                        | 3:55.73     |
| 3000 m                 | Adisu Guadie                                                                                   | 8:35.04     | Luc Le Baron                                                                | 8:38.19     | Vid Botolin                                                                            | 8:39.74     |
| Corse a ostacoli       |                                                                                                |             |                                                                             |             |                                                                                        |             |
| 110 m ostacoli         | Mario Revenga                                                                                  | 13.59       | Tomáš Oberndorfer                                                           | 13.64       | Márk Pap                                                                               | 13.70       |
| 400 m ostacoli         | Oskar Edlund                                                                                   | 51.41       | Ignacio Sáez                                                                | 51.68       | Berke Akçam                                                                            | 52.30       |
| 2000 m siepi           | Pol Oriach                                                                                     | 5:49.56     | Dzmitry Savin                                                               | 5:57.05     | Giovanni Silli                                                                         | 5:58.06     |
| Staffette              |                                                                                                |             |                                                                             |             |                                                                                        |             |
| Staffetta svedese      | Polonia Mateusz Górny Oliwer Wdowik Wiktor Gruzd Patryk Grzegorzewicz Oskar Łucki Maciej Kopeć | 1:53.39     | Svezia Emil Carlsson Sidney Léger Emil Johansson Oskar Edlund Zion Eriksson | 1:54.03     | Spagna Joaquim Rodríguez Mario Revenga Alejandro Guerrero Ignacio Sáez Fikadu González | 1:54.68     |
| Marcia                 |                                                                                                |             |                                                                             |             |                                                                                        |             |
| Marcia 10000 m         | Gabriele Gamba                                                                                 | 45:15.74    | Paul McGrath                                                                | 45:51.64    | Mustafa Tekdal                                                                         | 46:06.57    |
| Salti                  |                                                                                                |             |                                                                             |             |                                                                                        |             |
| Salto in alto          | Yahor Huptar                                                                                   | 2.18        | Paul Metayer                                                                | 2.10        | Roman Petruk                                                                           | 2.10        |
| Salto con l'asta       | Anthony Ammirati                                                                               | 4.95        | Juho Alasaari                                                               | 4.90        | Dzmitry Marfushkin Jules Vanlangenaker                                                 | 4.80        |
| Salto in lungo         | Oluwatosin Ayodeji                                                                             | 7.31        | Alexis Duvivier                                                             | 7.29        | Tomislav Isailović                                                                     | 7.26        |
| Salto triplo           | Grigoris Nikolaou                                                                              | 15.45       | Vladislav Aleksandrin                                                       | 15.38       | Simon Gore                                                                             | 15.33       |
| Lanci                  |                                                                                                |             |                                                                             |             |                                                                                        |             |
| Getto del peso         | Muhamet Ramadani                                                                               | 19.75       | Semen Borodayev                                                             | 18.83       | Jesper Ahlin                                                                           | 18.71       |
| Lancio del disco       | Raman Khartanovich                                                                             | 63.09       | Steffen Melheim                                                             | 59.66       | Matteo Maulana                                                                         | 59.33       |
| Lancio del martello    | Valentin Andreev                                                                               | 82.72       | Merlin Hummel                                                               | 81.06       | Jean-Baptiste Bruxelle                                                                 | 78.44       |
| Lancio del giavellotto | Eryk Kołodziejczak                                                                             | 77.02       | Giovanni Frattini                                                           | 75.25       | Artur Felfner                                                                          | 73.14       |
| Prove multiple         |                                                                                                |             |                                                                             |             |                                                                                        |             |
| Decathlon              | Sander Skotheim                                                                                | 7761        | Jente Hauttekeete                                                           | 7540        | Paul Kallenberg                                                                        | 7423        |

### Ragazze
| Specialità             | Oro                                                                   | Prestazione | Argento                                                                                    | Prestazione | Bronzo                                                                          | Prestazione |
| Corse piane            |                                                                       |             |                                                                                            |             |                                                                                 |             |
| 100 m                  | Rhasidat Adeleke                                                      | 11.70       | Johanna Kylmänen                                                                           | 11.89       | Cheyenne Kuhn                                                                   | 11.93       |
| 200 m                  | Rhasidat Adeleke                                                      | 23.92       | Mira Kőszegi                                                                               | 24.15       | Serena Kouassi                                                                  | 24.40       |
| 400 m                  | Olesya Soldatova                                                      | 53.57       | Liefde Schoemaker                                                                          | 53.85       | Lakeri Ertzgaard                                                                | 54.56       |
| 800 m                  | Sophia Volkmer                                                        | 2:05.62     | Valentina Rosamilia                                                                        | 2:06.30     | Lucía Pinacchio                                                                 | 2:06.66     |
| 1500 m                 | Antje Pfüller                                                         | 4:28.89     | Maria Sfârghiu                                                                             | 4:29.60     | Mireya Arnedillo                                                                | 4:30.16     |
| 3000 m                 | Olimpia Breza                                                         | 9:48.23     | Ina Halle Haugen                                                                           | 9:49.54     | María Forero                                                                    | 9:50.07     |
| Corse a ostacoli       |                                                                       |             |                                                                                            |             |                                                                                 |             |
| 100 m ostacoli         | Léa Vendôme                                                           | 13.52       | Franziska Schuster                                                                         | 13.53       | Ditaji Kambundji                                                                | 13.63       |
| 400 m ostacoli         | Salma Paralluelo                                                      | 57.95       | Andrea Rooth                                                                               | 59.05       | Madeline Abega                                                                  | 59.28       |
| 2000 m siepi           | Blanka Dörfel                                                         | 6:39.02     | Gréta Varga                                                                                | 6:46.95     | Sigrid Alvik                                                                    | 6:47.44     |
| Staffette              |                                                                       |             |                                                                                            |             |                                                                                 |             |
| Staffetta svedese      | Spagna Laura Pintiel Esperança Cladera Carmen Avilés Salma Paralluelo | 2:08.53     | Grecia Markella Papandreou Polyniki Emmanouilidou Anna Chatzipourgani Stela Konstantinidou | 2:09.16     | Svizzera Selina Furler Seraina Joho Lea Ammann Valentina Rosamilia Debby Schenk | 2:10.32     |
| Marcia                 |                                                                       |             |                                                                                            |             |                                                                                 |             |
| Marcia 5000 m          | Jekaterina Mirotvortseva                                              | 22:26.01    | Lizaveta Hryshkevich                                                                       | 23:33.23    | Alicia Lumbreras                                                                | 23:43.04    |
| Salti                  |                                                                       |             |                                                                                            |             |                                                                                 |             |
| Salto in alto          | Adelina Khalikova                                                     | 1.86        | Marithé Engondo                                                                            | 1.82        | Styliana Ioannidou                                                              | 1.80        |
| Salto con l'asta       | Sarah Vogel                                                           | 4.06        | Clara Fernández                                                                            | 3.85        | Klara Loessl Rebecka Krüeger                                                    | 3.85        |
| Salto in lungo         | Mariia Horielova                                                      | 6.21        | Mia Lien                                                                                   | 6.15        | Nea Lento                                                                       | 5.98        |
| Salto triplo           | Maja Åskag                                                            | 13.26       | Lesly Raffin                                                                               | 13.08       | Iuliana Dabija                                                                  | 12.98       |
| Lanci                  |                                                                       |             |                                                                                            |             |                                                                                 |             |
| Getto del peso         | Pinar Akyol                                                           | 17.88       | Nina Căpățînă                                                                              | 17.16       | Sina Prüfer                                                                     | 16.84       |
| Lancio del disco       | Violetta Ignatyeva                                                    | 55.37       | Pia Northoff                                                                               | 54.38       | Özlem Becerek                                                                   | 53.43       |
| Lancio del martello    | Silja Kosonen                                                         | 72.35       | Rachele Mori                                                                               | 69.04       | Esther Imariagbee                                                               | 68.98       |
| Lancio del giavellotto | Gabriela Andrukonis                                                   | 58.77       | Vivian Suominen                                                                            | 56.24       | Esra Türkmen                                                                    | 54.62       |
| Prove multiple         |                                                                       |             |                                                                                            |             |                                                                                 |             |
| Heptathlon             | Saga Vanninen                                                         | 5913        | Henriette Jæger                                                                            | 5835        | Anastasia Dragomirova                                                           | 5817        |

## Medagliere
| Pos.   | Paese       | Oro | Argento | Bronzo | Totale |
| ------ | ----------- | --- | ------- | ------ | ------ |
| 1      | Polonia     | 5   | 2       | 1      | 8      |
| 2      | Spagna      | 4   | 3       | 7      | 14     |
| 3      | Germania    | 4   | 3       | 6      | 13     |
| 4      | Russia      | 3   | 2       | 0      | 5      |
| 5      | Svezia      | 3   | 1       | 2      | 6      |
| 6      | Francia     | 2   | 5       | 4      | 11     |
| 7      | Italia      | 2   | 3       | 1      | 6      |
| 7      | Finlandia   | 2   | 3       | 1      | 6      |
| 9      | Bielorussia | 2   | 2       | 1      | 5      |
| 10     | Turchia     | 2   | 0       | 4      | 6      |
| 11     | Irlanda     | 2   | 0       | 0      | 2      |
| 12     | Norvegia    | 1   | 5       | 2      | 8      |
| 13     | Rep. Ceca   | 1   | 1       | 0      | 2      |
| 14     | Ucraina     | 1   | 0       | 2      | 3      |
| 15     | Cipro       | 1   | 0       | 1      | 2      |
| 16     | Kosovo      | 1   | 0       | 0      | 1      |
| 16     | Austria     | 1   | 0       | 0      | 1      |
| 16     | Bulgaria    | 1   | 0       | 0      | 1      |
| 16     | Estonia     | 1   | 0       | 0      | 1      |
| 16     | Israele     | 1   | 0       | 0      | 1      |
| 21     | Ungheria    | 0   | 2       | 2      | 4      |
| 21     | Svizzera    | 0   | 2       | 2      | 4      |
| 23     | Belgio      | 0   | 2       | 1      | 3      |
| 24     | Danimarca   | 0   | 1       | 1      | 2      |
| 24     | Moldavia    | 0   | 1       | 1      | 2      |
| 24     | Grecia      | 0   | 1       | 1      | 2      |
| 27     | Romania     | 0   | 1       | 0      | 1      |
| 28     | Serbia      | 0   | 0       | 1      | 1      |
| 28     | Slovenia    | 0   | 0       | 1      | 1      |
| Totale | Totale      | 40  | 40      | 42     | 122    |